# Kanavinskaja
Kanavinskaja (in russo:Канавинская) è una stazione della Linea Sormovskaja, la linea 2 della Metropolitana di Nižnij Novgorod. È stata inaugurata il 20 dicembre 1993.